# Новоконстантиновка (Одесская область)
Новоконстантиновка (укр. Новокостянтинівка) — село, относится к Раздельнянскому району Одесской области Украины.
Население по переписи 2001 года составляло 346 человек. Почтовый индекс — 67410. Телефонный код — 4853. Занимает площадь 2,33 км². Код КОАТУУ — 5123983904.

## Местный совет
67410, Одесская обл., Раздельнянский р-н, с. Новоконстантиновка